# Аталісса (Айова)
Аталісса (англ. Atalissa) — місто (англ. city) в США, в окрузі Маскетін штату Айова. Населення — 296 осіб (2020).

## Географія
Аталісса розташована за координатами 41°34′18″ пн. ш. 91°9′59″ зх. д. / 41.57167° пн. ш. 91.16639° зх. д. (41.571595, -91.166446).  За даними Бюро перепису населення США в 2010 році місто мало площу 0,35 км², уся площа — суходіл.

## Демографія
Згідно з переписом 2010 року, у місті мешкало 311 особа в 111 домогосподарстві у складі 85 родин. Густота населення становила 885 осіб/км².  Було 122 помешкання (347/км²).
Расовий склад населення:
| - 94,2 % — білих - 0,3 % — азіатів - 2,3 % — осіб інших рас |

До двох чи більше рас належало 3,2 %. Частка іспаномовних становила 7,4 % від усіх жителів.
За віковим діапазоном населення розподілялося таким чином: 27,7 % — особи молодші 18 років, 62,0 % — особи у віці 18—64 років, 10,3 % — особи у віці 65 років та старші. Медіана віку мешканця становила 34,4 року. На 100 осіб жіночої статі у місті припадало 86,2 чоловіків;  на 100 жінок у віці від 18 років та старших — 94,0 чоловіків також старших 18 років.
Середній дохід на одне домашнє господарство  становив 63 893 долари США (медіана — 57 500), а середній дохід на одну сім'ю — 74 484 долари (медіана — 73 958). За межею бідності перебувало 5,2 % осіб, у тому числі 4,1 % дітей у віці до 18 років та 6,5 % осіб у віці 65 років та старших.
Цивільне працевлаштоване населення становило 172 особи. Основні галузі зайнятості: виробництво — 34,3 %, освіта, охорона здоров'я та соціальна допомога — 13,4 %, будівництво — 11,6 %, науковці, спеціалісти, менеджери — 9,9 %.